# Michele Caputo (vescovo)
Michele Maria Caputo (Nardò, 3 gennaio 1808 – Napoli, 6 settembre 1862) è stato un vescovo cattolico italiano.

## Biografia
Si laureò presso il collegio teologico di Trani e fu ordinato sacerdote l'8 gennaio 1832. Appartenente all'ordine dei predicatori, dopo essere stato per diversi anni priore conventuale a Taranto, nel 1845 fu eletto provinciale di Puglia.
Il 27 settembre 1852 fu nominato vescovo di Oppido e consacrato a Roma il 3 ottobre dello stesso anno. Fece il suo ingresso a Oppido il 20 febbraio del 1851. La sua attività pastorale in diocesi fu molto prolifica: nel 1854 fondò i monti frumentario e di pietà e ancora prima restaurò il seminario vescovile. Durante il suo episcopato oppidese presenziò alla proclamazione del dogma dell'Immacolata Concezione.
Entrò in contrasto coi maggiorenti locali, in particolare con la famiglia Grillo, e con parte del clero diocesano a causa della sua fermezza nel rivendicare i diritti della mensa vescovile su beni e rendite ormai da anni appannaggio di privati e parrocchie.
Nel 1858 fu trasferito ad Ariano pur mantenendo l'amministrazione pastorale della diocesi di Oppido; tuttavia anche in Ariano egli entrò in duro contrasto con la numerosa parte conservatrice del clero e della popolazione locali. In seguito, nel clima tumultuoso della spedizione dei Mille, il 21 luglio 1860 il vescovo ormai sotto minaccia fu costretto ad abbandonare definitivamente il palazzo episcopale per fuggire dapprima a Monteleone (all'epoca parte della diocesi di Ariano), poi nell'ormai ex-capitale Napoli ove svolse le funzioni di cappellano maggiore.

## Genealogia episcopale
La genealogia episcopale è:
- Cardinale Scipione Rebiba
- Cardinale Giulio Antonio Santori
- Cardinale Girolamo Bernerio, O.P.
- Arcivescovo Galeazzo Sanvitale
- Cardinale Ludovico Ludovisi
- Cardinale Luigi Caetani
- Cardinale Ulderico Carpegna
- Cardinale Paluzzo Paluzzi Altieri degli Albertoni
- Papa Benedetto XIII
- Papa Benedetto XIV
- Cardinale Enrico Enriquez
- Arcivescovo Manuel Quintano Bonifaz
- Cardinale Francisco Antonio de Lorenzana y Butrón
- Cardinale Giuseppe Maria Spina
- Cardinale Luigi Amat di San Filippo e Sorso
- Vescovo Michele Caputo, O.P.